# Droga krajowa B65 (Niemcy)
Droga krajowa 65 (niem. Bundesstraße 65, B 65) – niemiecka droga krajowa przebiegająca  z zachodu na wschód od skrzyżowania z drogą B51 w Osnabrück do skrzyżowania z drogą B1 w Vechelde w Dolnej Saksonii.

## Miejscowości leżące przy B65

### Dolna Saksonia
Osnabrück, Belm, Ostercappeln, Ehrendorf, Harpenfeld, Wittlage, Rabber, Hördinghausen, Dahlinghausenn, Bückeburg, Gelldorf, Sülbeck, Niestädt, Stadthagen, Beckedorf, Bad Nenndorf, Bantorf, Wichtringhausen, Nordgoltern, Göxe, Ditterke, Everloh, Hanower, Illten, Sehnde, Rethmar, Evern, Haimar, Mehrum, Schwicheldt, Peine, Dungelbeck, Sierße, Vechelde.

### Nadrenia Północna-Westfalia
Preußisch Oldendorf, Offelten, Holzhausen, Blasheim, Wettlage, Lübbecke, Gehlenbeck, Eilhausen, Nettelstedt, Eickhorst, Waschhorst, Rothenuffeln, Haddenhausen, Minden.

## Historia
Pierwsze fragmenty utwardzonej drogi powstały pomiędzy Hanowerem i Minden w 1782 r. Do 1903 r. pobierano myto za korzystanie z niej.
Wyznaczona w 1932 r. Reichsstrasse 65 wiodła od granicy z Holandią do Hanoweru. W 1937 r. przedłużono jej bieg do Vechelde, gdzie krzyżowała się z Reichsstrasse 1.